# Danh sách sân bay tại Việt Nam
Hiện nay tại Việt Nam có tổng cộng 22 sân bay có hoạt động bay dân sự trong đó có 10 sân bay quốc tế.
Sân bay Chu Lai (tỉnh Quảng Nam) cũng được hãng hàng không giá rẻ Vietjet đề xuất đầu tư nâng cấp 20.000 tỉ đồng theo 3 giai đoạn từ 2020-2025 để đến năm 2025 trở thành Cảng hàng không quốc tế và trở thành trung tâm trung chuyển, vận tải hàng hóa lớn của cả nước theo quy hoạch của Bộ GTVT năm 2015.
Ngoại trừ Sân bay quốc tế Vân Đồn do tư nhân quản lý, hầu hết sân bay dân dụng thương mại tại Việt Nam nằm dưới sự quản lý trực tiếp của Tổng công ty Cảng hàng không Việt Nam, có trụ sở tại Sân bay quốc tế Tân Sơn Nhất, quận Tân Bình, Thành phố Hồ Chí Minh. Hầu hết các sân bay ở Việt Nam đều có hoạt động bay quân sự.
Dưới đây là danh sách các sân bay tại Việt Nam:

## Sân bay đang hoạt động

### Sân bay dân dụng
Lưu ý: In đậm là sân bay quốc tế.
| STT | Sân bay (Năm xây dựng) | Mã ICAO/IATA | Tỉnh                  | Số đường băng | Hướng đường băng | Loại đường băng Chiều dài  | Hoạt động     | Cấp sân bay | Chú thích |
| --- | ---------------------- | ------------ | --------------------- | ------------- | ---------------- | -------------------------- | ------------- | ----------- | --- |
| 1   | Côn Đảo (1945)         | VVCS/VCS     | Bà Rịa – Vũng Tàu     | 1             | 11/29            | Nhựa đường 1.830 m         | Không bay đêm | 3C          | |
| 2   | Phù Cát (1966)         | VVPC/UIH     | Bình Định             | 1             | 15/33            | Bê tông 3.051 m            | Có bay đêm    | 4C          | |
| 3   | Cà Mau (1962)          | VVCM/CAH     | Cà Mau                | 1             | 09/27            | Nhựa đường 1.500 m         | Không bay đêm | 3C          | |
| 4   | Cần Thơ (1961)         | VVCT/VCA     | Cần Thơ               | 1             | 06/24            | Nhựa đường 3.000 m         | Có bay đêm    | 4E          | Trước năm 1975 có tên là Bình Thủy, căn cứ quân sự của VNCH do Sư đoàn 4 Không quân trấn đóng gần cầu Trà Nóc nên có tên gọi là phi trường Bình Thủy hoặc phi trường Trà Nóc. |
| 5   | Buôn Ma Thuột (1972)   | VVBM/BMV     | Đắk Lắk               | 1             | 09/27            | Nhựa đường 3.000 m         | Có bay đêm    | 4C          | Trước 1975 còn có tên gọi là phi trường Phụng Dực hoạt động cả hai phương diện quân sự và dân dụng. |
| 6   | Đà Nẵng (1940)         | VVDN/DAD     | Đà Nẵng               | 2             | 17L/35R 17R/35L  | Bê tông 3.500 m 3.048 m    | Có bay đêm    | 4E          | |
| 7   | Điện Biên Phủ (1954)   | VVDB/DIN     | Điện Biên             | 1             | 16/34            | Bê tông 1.830 m            | Không bay đêm | 3C          | Ban đầu có tên Mường Thanh là sân bay quân sự của Quân đội Viễn chinh Pháp. Đến năm 1958, chính phủ VNDCCH chính thức sử dụng làm sân bay dân dụng. |
| 8   | Pleiku (1964)          | VVPK/PXU     | Gia Lai               | 1             | 09/27            | Nhựa đường 2.400 m         | Có bay đêm    | 4C          | Trước năm 1975 là căn cứ quân sự của VNCH do Sư đoàn 2 Không quân trấn đóng và có tên gọi là phi trường Cù Hanh. |
| 9   | Cát Bi (1985)          | VVCI/HPH     | Hải Phòng             | 1             | 07/25            | Bê tông Nhựa đường 3.050 m | Có bay đêm    | 4E          | Được xây dựng ở thời kỳ Pháp thuộc. Sau năm 1955 chính phủ VNDCCH cải tạo và nâng cấp thành sân bay quân sự cho QDND. Đến năm 1985 mới chính thức hoạt động hàng không dân dụng nội địa và năm 2016 trở thành cảng hàng không quốc tế.                                                                              |
| 10  | Nội Bài (1977)         | VVNB/HAN     | Hà Nội                | 2             | 11L/29R 11R/29L  | Bê tông 3.200 m 3.800 m    | Có bay đêm    | 4E          | Ban đầu là căn cứ Không quân của QDND có tên là sân bay quân sự Đa Phúc. |
| 11  | Tân Sơn Nhất (1930)    | VVTS/SGN     | Thành phố Hồ Chí Minh | 2             | 07L/25R 07R/25L  | Bê tông 3.048 m 3.800 m    | Có bay đêm    | 4E          | |
| 12  | Cam Ranh (1965)        | VVCR/CXR     | Khánh Hòa             | 2             | 02L/20R 02R/20L  | Bê tông 3.048 m 3.800 m    | Có bay đêm    | 4E          | |
| 13  | Rạch Giá (1970)        | VVRG/VKG     | Kiên Giang            | 1             | 08/26            | Nhựa đường 1.500 m         | Không bay đêm | 3C          | Trước năm 1975 và là phi trường quân sự của căn cứ Không quân VNCH. |
| 14  | Phú Quốc (2012)        | VVPQ/PQC     | Kiên Giang            | 1             | 10/28            | Nhựa đường Polyme 3.000 m  | Có bay đêm    | 4E          | |
| 15  | Liên Khương (1961)     | VVDL/DLI     | Lâm Đồng              | 1             | 09/27            | Nhựa đường 3.250 m         | Có bay đêm    | 4D          | Ban đầu chỉ là sân bay dân dụng nội địa loại nhỏ. Năm 2003 khởi công cải tạo và nâng cấp, cuối năm 2009 hoàn thành và trở thành cảng hàng không quốc tế từ giữa năm 2024. |
| 16  | Vinh (1937)            | VVVH/VII     | Nghệ An               | 1             | 17/35            | Nhựa đường 2.400 m         | Có bay đêm    | 4C          | Năm 2003-2004 cải tạo và nâng cấp thành sân bay dân dụng nội địa Bắc - Nam, năm 2015 tiếp tục nâng cấp để tương lai trở thành cảng hàng không quốc tế. Hiện nay đã có những chuyến bay Việt Nam - Lào và ngược lại.                                                                                                 |
| 17  | Tuy Hòa (1965)         | VVTH/TBB     | Phú Yên               | 1             | 03/21            | Bê tông 2902 m             | Có bay đêm    | 4C          | Ban đầu là căn cứ quân sự Không quân Hoa Kỳ. Tiếp đến là căn cứ Không quân VNCH có tên gọi là phi trường Đông Tác. |
| 18  | Đồng Hới (1930)        | VVDH/VDH     | Quảng Bình            | 1             | 11/29            | Bê tông 2.400 m            | Có bay đêm    | 4C          | Sân bay này được Pháp xây dựng vào thập niên 1930, được nâng cấp và sử dụng trong chiến tranh Việt Nam, ít được sử dụng sau năm 1975. Khởi công xây dựng lại vào ngày 30 tháng 8 năm 2006. Hiện tại đang chuẩn bị đầu tư nhà ga T2 trong năm 2022, từng bước trở thành Cảng hàng không quốc tế trong tương lai gần. |
| 19  | Chu Lai (1965)         | VVCA/VCL     | Quảng Nam             | 1             | 14/32            | Bê tông 3.050 m            | Có bay đêm    | 4C          | Ban đầu là căn cứ quân sự của Không lực Hoa Kỳ, tiếp đến là căn cứ Không quân VNCH. Năm 2005 bắt đầu là sân bay dân dụng Bắc - Trung - Nam. Đang nâng cấp để tương lai trở thành cảng hàng không quốc tế. |
| 20  | Phú Bài (1948)         | VVPB/HUI     | Huế                   | 1             | 09/27            | Bê tông 2700 m             | Có bay đêm    | 4C          | Được xây dựng từ thời Pháp thuộc nhằm phục vụ kinh thành Huế. Đã được sửa chữa nâng cấp nhiều lần. Hiện nay đang khai thác vận chuyển hành khách như một cảng hàng không quốc tế. |
| 21  | Thọ Xuân (1965)        | VVTX/THD     | Thanh Hóa             | 1             | 13/31            | Bê tông 3.200 m            | Có bay đêm    | 4C          | Ban đầu là căn cứ quân sự của Không quân QĐND có tên Sân bay Sao Vàng. Năm 2013 hoàn thành việc nâng cấp để trở thành sân bay dân dụng nội địa. |
| 22  | Vân Đồn (2015)         | VVVD/VDO     | Quảng Ninh            | 1             | 03/21            | Bê tông 3.600 m            | Có bay đêm    | 4E          | Trước kia là cảng hàng không Quảng Ninh. Năm 2017, Cảng hàng không Quảng Ninh được lên sân bay quốc tế và được đổi tên là Cảng hàng không quốc tế Vân Đồn. |

## Năng lực khai thác và các tuyến bay

### Sân bay dân sự
| STT | Tên sân bay   | Vị trí                          | Năng lực khai thác | Sản lượng thông qua (2023) | Tuyến bay đi - đến (Nội địa)                                                                                                   | Tuyến bay đi - đến (Quốc tế)                   | Hãng khai thác                                               |
| --- | ------------- | ------------------------------- | ------------------ | -------------------------- | --- | ---------------------------------------------- | ------------------------------------------------------------ |
| 1   | Tân Sơn Nhất  | Tân Bình, Thành phố Hồ Chí Minh | 28.000.000         | 40.725.000                 | Tất cả các sân bay nội địa trừ Cần Thơ                                                                                         |                                                | Vietnam Airlines Pacific Airlines Vietjet Air Bamboo Airways |
| 2   | Nội Bài       | Sóc Sơn, Hà Nội                 | 25.000.000         | 29.931.000                 | Tất cả các sân bay nội địa trừ Hải Phòng, Vân Đồn                                                                              |                                                | Vietnam Airlines Pacific Airlines Vietjet Air Bamboo Airways |
| 3   | Phù Cát       | Phù Cát, Bình Định              | 1.500.000          | 1.717.000                  | Hà Nội, Thành phố Hồ Chí Minh, Hải Phòng                                                                                       | Hàn Quốc                                       | Vietnam Airlines Pacific Airlines Vietjet Air Bamboo Airways |
| 4   | Đà Nẵng       | Hải Châu, Đà Nẵng               | 10.000.000         | 12.882.000                 | Hà Nội, Thành phố Hồ Chí Minh, Buôn Ma Thuột, Pleiku, Đà Lạt, Hải Phòng, Cam Ranh, Cần Thơ, Vân Đồn, Vinh, Thanh Hoá, Phú Quốc |                                                | Vietnam Airlines Pacific Airlines Vietjet Air Bamboo Airways |
| 5   | Vinh          | Vinh, Nghệ An                   | 2.600.000          | 2.459.000                  | Hà Nội, Thành phố Hồ Chí Minh, Buôn Ma Thuột, Pleiku, Cần Thơ                                                                  |                                                | Vietnam Airlines Pacific Airlines Vietjet Air Bamboo Airways |
| 6   | Buôn Ma Thuột | Buôn Ma Thuột, Đắk Lắk          | 2.000.000          | 1.398.000                  | Hà Nội, Thành phố Hồ Chí Minh, Đà Nẵng, Vinh, Chu Lai                                                                          |                                                | Vietnam Airlines Pacific Airlines Vietjet Air Bamboo Airways |
| 7   | Cam Ranh      | Cam Ranh, Khánh Hòa             | 5.100.000          | 5.587.000                  | Hà Nội, Thành phố Hồ Chí Minh, Đà Nẵng, Hải Phòng                                                                              |                                                | Vietnam Airlines Pacific Airlines Vietjet Air Bamboo Airways |
| 8   | Phú Quốc      | Phú Quốc, Kiên Giang            | 4.000.000          | 4.234.000                  | Hà Nội, Thành phố Hồ Chí Minh                                                                                                  |                                                | Vietnam Airlines Pacific Airlines Vietjet Air Bamboo Airways |
| 9   | Liên Khương   | Đức Trọng, Lâm Đồng             | 2.000.000          | 2.571.000                  | |                                                | Vietnam Airlines Pacific Airlines Vietjet Air Bamboo Airways |
| 10  | Đồng Hới      | Đồng Hới, Quảng Bình            | 500.000            | 695.000                    | Hà Nội | Chiang Mai, Thái Lan                           | Vietnam Airlines Pacific Airlines Vietjet Air Bamboo Airways |
| 11  | Thọ Xuân      | Thọ Xuân, Thanh Hóa             | 1.200.000          | 1.250.000                  | Thành phố Hồ Chí Minh, Cần Thơ, Lâm Đồng, Khánh Hòa, Đăk Lăk                                                                   |                                                | Vietnam Airlines Pacific Airlines Vietjet Air Bamboo Airways |
| 12  | Cần Thơ       | Bình Thủy, Cần Thơ              | 3.000.000          | 1.414.000                  | Hà Nội, Đà Nẵng, Côn Đảo |                                                | Vietnam Airlines Pacific Airlines Vietjet Air Bamboo Airways |
| 13  | Cát Bi        | Hải An, Hải Phòng               | 2.000.000          | 2.705.000                  | Thành phố Hồ Chí Minh, Đà Nẵng, Đà Lạt, Phú Quốc, Nha Trang                                                                    | Seoul, Hàn Quốc Côn Minh; Nam Ninh, Trung Quốc | Vietnam Airlines Pacific Airlines Vietjet Air Bamboo Airways |
| 14  | Pleiku        | Pleiku, Gia Lai                 | 600.000            | 951.000                    | Hà Nội, Thành phố Hồ Chí Minh, Đà Nẵng, Vinh                                                                                   |                                                | Vietnam Airlines Pacific Airlines Vietjet Air Bamboo Airways |
| 15  | Phú Bài       | Hương Thủy, Huế                 | 5.000.000          | 2.200.000                  | Hà Nội, Thành phố Hồ Chí Minh, Đà Lạt, Nha Trang, Phú Quốc                                                                     |                                                | Vietnam Airlines Pacific Airlines Vietjet Air Bamboo Airways |
| 16  | Điện Biên     | Điện Biên Phủ, Điện Biên        | 500.000            | 43.000                     | |                                                | Vietnam Airlines Pacific Airlines Vietjet Air Bamboo Airways |
| 17  | Chu Lai       | Núi Thành, Quảng Nam            | 1.200.000          | 1.040.000                  | |                                                | Vietnam Airlines Pacific Airlines Vietjet Air Bamboo Airways |
| 18  | Tuy Hòa       | Tuy Hòa, Phú Yên                | 550.000            | 515.000                    | |                                                | Vietnam Airlines Pacific Airlines Vietjet Air Bamboo Airways |
| 19  | Rạch Giá      | Rạch Giá, Kiên Giang            | 250.000            | 35.000                     | |                                                | Vietnam Airlines Pacific Airlines Vietjet Air Bamboo Airways |
| 20  | Cà Mau        | Cà Mau, Cà Mau                  | 200.000            | 42.000                     | |                                                | Vietnam Airlines Pacific Airlines Vietjet Air Bamboo Airways |
| 21  | Côn Đảo       | Côn Đảo, Bà Rịa – Vũng Tàu      | 1.200.000          | 1.040.000                  | |                                                | Vietnam Airlines Pacific Airlines Vietjet Air Bamboo Airways |
| 22  | Vân Đồn       | Vân Đồn, Quảng Ninh             | 2.500.000          | 158.000                    | |                                                | Vietnam Airlines Pacific Airlines Vietjet Air Bamboo Airways |

### Sân bay quân sự
Hầu hết các sân bay này là các căn cứ quân sự, không có hoạt động bay dân sự. Một số ít là sân bay chuyên dùng, có các hoạt động bay dân dụng không thường lệ hoặc sử dụng cho mục đích du lịch, thăm dò dầu khí
| STT | Tên sân bay Tên địa phương (nếu có) | Mã ICAO/IATA | Tỉnh              | Số đường băng | Loại đường băng Chiều dài | Tình trạng hoạt động | Chú thích |
| --- | ----------------------------------- | ------------ | ----------------- | ------------- | ------------------------- | -------------------- | --- |
| 1   | Vũng Tàu                            | VVVT/VTG     | Bà Rịa – Vũng Tàu | 1             | Nhựa đường 1.800 m        | Dịch vụ Dầu khí      | |
| 2   | Kép (Lạng Giang)                    | VVKP         | Bắc Giang         | 1             | Bê tông 2.200 m           | Quân sự              | |
| 3   | Biên Hòa                            | VVBH/VBH     | Đồng Nai          | 2             | Bê tông 3.053 m 3.053 m   | Quân sự              | Nguyên được xây dựng từ thời Pháp thuộc. Trước năm 1975 là căn cứ quân sự của Không lực Việt Nam Cộng hoà do Sư đoàn 3 Không quân trấn đóng và là phi trường quân sự lớn nhất của Không lực Việt Nam Cộng hoà. |
| 4   | Kiến An                             | VV03         | Hải Phòng         | 1             | Bê tông 2.400 m           | Quân sự              | |
| 5   | Hòa Lạc (Thạch Thất)                | VVYL         | Hà Nội            | 2             | Bê tông 300 m 1.800 m     | Quân sự              | |
| 6   | Gia Lâm                             | VVGL         | Hà Nội            | 1             | Nhựa đường 2.001 m        | Quân sự              | |
| 7   | Thành Sơn (Phan Rang)               | VVPR/PHA     | Ninh Thuận        | 1             | Bê tông 3.200 m           | Quân sự cấp 1        | Trước năm 1975 là một căn cứ quân sự quan trọng của Không lực Việt Nam Cộng hoà |
| 8   | Yên Bái (Trấn Yên)                  |              | Yên Bái           | 1             | Bê tông 2.200 m           | Quân sự              | |
| 9   | Trường Sa                           |              | Khánh Hoà         | 1             | Bê tông 1300 m            | Quân sự              | |
| 10  | Nước Mặn (Ngũ Hành Sơn)             |              | Đà Nẵng           | 1             | Bê tông 1400 m            | Quân sự Dầu khí      | Nguyên là căn cứ quân sự của Không quân Hoa Kỳ và Không lực Việt Nam Cộng hoà trước năm 1975. Hiện nay được dùng làm khu chứa xăng đầu để cung ứng cho các tỉnh miền Trung Việt Nam.                           |

## Các sân bay trên kế hoạch
Dưới đây là các sân bay đã được Thủ tướng Chính phủ và Bộ Giao thông Vận tải phê duyệt quy hoạch
| STT | Sân bay Năm xây dựng                  | Tỉnh            | Số đường băng | Loại đường băng Chiều dài | Tình trạng xây dựng | Cấp sân bay dự kiến | Chú thích |
| --- | ------------------------------------- | --------------- | ------------- | ------------------------- | ------------------- | ------------------- | --------- |
| 1   | Long Thành (2021)                     | Đồng Nai        | 4             | Bê tông 4.000 m (x4)      | Đang xây dựng       | 4F                  |           |
| 2   | Gia Bình (2024)                       | Bắc Ninh        | 1             | Bê tông 3.500 m           | Đang xây dựng       | 4E                  |           |
| 3   | Quảng Trị (2024)                      | Quảng Trị       | 1             | Bê tông 2.400 m           | Đang xây dựng       | 4C                  |           |
| 4   | Sa Pa                                 | Lào Cai         | 1             | Bê tông 2.400 m           | Chuẩn bị xây dựng   | 4C                  |           |
| 5   | Phan Thiết                            | Bình Thuận      | 1             | Bê tông 3.050 m           | Chuẩn bị xây dựng   | 4E                  |           |
| 6   | Lai Châu                              | Lai Châu        |               |                           | Đã duyệt quy hoạch  |                     |           |
| 7   | Cao Bằng                              | Cao Bằng        |               |                           | Đã duyệt quy hoạch  |                     |           |
| 8   | Măng Đen                              | Kon Tum         |               |                           | Đã duyệt quy hoạch  |                     |           |
| 9   | Vân Phong                             | Khánh Hòa       |               |                           | Đã duyệt quy hoạch  |                     |           |
| 10  | Tiên Lãng (Sân bay Quốc tế Hải Phòng) | Hải Phòng       |               |                           | Đã duyệt quy hoạch  |                     |           |
| 11  | Nà Sản                                | Sơn La          |               |                           | Đã duyệt quy hoạch  |                     |           |
| 12  | Thành Sơn                             | Ninh Thuận      |               |                           | Đang quy hoạch      |                     |           |
| 13  | Biên Hòa                              | Đồng Nai        |               |                           | Đang quy hoạch      |                     |           |
| 14  | Ninh Bình                             | Ninh Bình (Mới) |               |                           | Đề xuất             |                     |           |
| 15  | Yên Bái                               | Yên Bái         |               |                           | Đề xuất             |                     |           |
| 16  | Tây Ninh                              | Tây Ninh        |               |                           | Đề xuất             |                     |           |
| 17  | Sân bay thứ 2 Vùng Thủ đô Hà Nội      | Chưa xác định   |               |                           | Đang nghiên cứu     |                     |           |

## Các sân bay không còn hoạt động
Tên in đậm là các sân bay tạm ngưng khai thác để nâng cấp hoặc xây dựng lại
Tên in nghiêng và gạch chân là sân bay đã không còn tồn tại.
Tên ghi bên dưới là tên gọi khác.
| Stt | Tỉnh              | Tên sân bay Năm xây dựng     | Số đường băng | Chiều dài ước tính                 | Ghi chú | Tọa độ hiện tại                                  |
| --- | ----------------- | ---------------------------- | ------------- | ---------------------------------- | --- | ------------------------------------------------ |
| 1   | An Giang          | Châu Đốc                     | 1             | 600 m                              | Hiện nay đã trở thành khu dân cư | 10°41'20.3"N 105°08'17.8"E                       |
| 2   | An Giang          | Long Xuyên                   | 1             | Bê tông 900 m                      | Bị bỏ hoang | 10°19'49.0"N 105°28'23.9"E                       |
| 3   | An Giang          | Thất Sơn                     | 1             | 1.800 m                            | Hiện nay đã trở thành đồn quân sự Chi Lăng. | 10°31'43.7"N 105°01'20.3"E                       |
| 4   | Bà Rịa - Vũng Tàu | Núi Đất                      | 1             | 900 m                              | Hiện nay đã không còn. | 10°33'25.0"N 107°13'20.0"E                       |
| 5   | Bến Tre           | Trúc Giang                   | 1             | 700 m                              | Hiện nay đã trở thành đồn quân sự tỉnh Bến Tre | 10°15'57.3"N 106°20'57.2"E                       |
| 6   | Bình Định         | Ba Gi                        | 1             | 700 m                              | Đã trở thành đất canh tác cho người dân. | 13°51'45.5"N 109°08'35.3"E                       |
| 7   | Bình Định         | Bồng Sơn                     | 1             | 1.000 m                            | Hiện nay đã trở thành đường dân sinh | 14.471°N 109.028°E                               |
| 8   | Bình Định         | Vân Canh                     | 1             | 1.100 m                            | Hiện nay đã trở thành đường dân sinh | 13°37'07.0"N 108°59'29.6"E                       |
| 9   | Bình Định         | Quy Nhơn                     | 2             | 1.300 m 700 m                      | Đã trở thành Đại Lộ Nguyễn Tất Thành. | 13°46'11.1"N 109°13'20.5"E                       |
| 10  | Bình Định         | Thunderbolt                  | 1             | 1.000 m                            | Hiện nay đã trở thành đường dân sinh | 13.76°N 109.10°E                                 |
| 11  | Bình Dương        | Dầu Tiếng                    | 1             | 800 m                              | Bị bỏ hoang | 11°16'59.4"N 106°21'51.0"E                       |
| 12  | Bình Dương        | Lai Khê                      | 1             | 1.000 m                            | Đã trở thành đất canh tác cho người dân. | 11°11'56.2"N 106°37'12.2"E                       |
| 13  | Bình Dương        | Minh Thành                   | 1             | 2.000 m                            | Đã trở thành ĐH703. | 11°27'22.2"N 106°29'31.5"E                       |
| 14  | Bình Dương        | Phước Vĩnh (Phú Giáo)        | 1             | Bê tông 1.200 m                    | Bị bỏ hoang | 11°18'01.9"N 106°47'34.3"E                       |
| 15  | Bình Phước        | Bù Đốp                       | 1             | 900 m                              | Bị bỏ hoang | 12°01'15.0"N 106°48'39.9"E                       |
| 16  | Bình Phước        | Bù Gia Mập (Dajamar)         | 1             | 1.500 m                            | Bị bỏ hoang | 12°05'10.3"N 107°08'42.9"E                       |
| 17  | Bình Phước        | Bù Na (Bu Nanard)            | 1             | 800 m                              | Hiện nay đã trở thành đường dân sinh | 11°39'15.9"N 107°04'49.7"E                       |
| 18  | Bình Phước        | Chí Linh                     | 1             | 1.200 m                            | Hiện nay đã trở thành một phần của QL14. | 11°31'00.6"N 106°44'56.4"E                       |
| 19  | Bình Phước        | Đồng Xoài                    | 1             | 600 m                              | Đã trở thành khu dân cư. | 11°32'04.1"N 106°53'13.0"E                       |
| 20  | Bình Phước        | Đức Phong                    | 1             | 600 m                              | Bị bỏ hoang | 11°47'48.6"N 107°14'04.8"E                       |
| 21  | Bình Phước        | Lộc Ninh                     | 1             | 1.000 m                            | Bị bỏ hoang | 11°50'09.6"N 106°35'17.5"E                       |
| 22  | Bình Phước        | Phước Bình (Phước Long)      | 1             | Bê tông 1300 m                     | Đã trở thành đường Nguyễn Thị Minh Khai. | 11°49'11.3"N 106°57'41.0"E                       |
| 23  | Bình Phước        | Sông Bé                      | 1             | 600 m                              | Hiện nay đã trở thành đường Đắk Sơn. | 11°51'34.9"N 107°00'06.8"E                       |
| 24  | Bình Thuận        | Hàm Tân                      | 1             | 1.000 m                            | Bị bỏ hoang | 10°42'09.3"N 107°43'40.3"E                       |
| 25  | Bình Thuận        | Phan Thiết (LZ Betty) 1940'  | 1             | 1.100 m                            | Bị bỏ hoang, hiện đang thi công ở một địa điểm mới với quy mô lớn hơn. | 10°54'17.4"N 108°03'53.1"E                       |
| 26  | Bình Thuận        | Võ Đắt                       | 1             | 1.100 m                            | Đã trở thành đất canh tác cho người dân. | 11°08'33.5"N 107°29'17.5"E                       |
| 27  | Bình Thuận        | Sông Mao                     | 1             | 1.100 m                            | Đang quy hoạch | 11°15'36.1"N 108°29'25.8"E                       |
| 28  | Cà Mau            | Năm Căn                      | 1             | 1.800 m                            | Đang quy hoạch | 8°45'16.6"N 104°59'06.2"E                        |
| 29  | Cần Thơ           | Cần Thơ (cũ) (Phi trường 31) | 1             | 1.300 m                            | Hiện là đường nội bộ bên trong quân khu 9 | 10°03'05.2"N 105°45'48.7"E                       |
| 30  | Cao Bằng          | Cao Bằng                     | 1             | 600 m                              | Đã trở thành khu dân cư. | 22°39'32.0"N 106°15'55.6"E                       |
| 31  | Đà Nẵng           | Biển Đỏ                      | 1             | 500 m                              | Nằm trên bãi tắm Liên Chiểu. Phục vụ cho quân đội Mỹ. Đã trở thành khu dân cư. | 16°06'09.6"N 108°08'22.8"E                       |
| 32  | Đắk Lắk           | Ban Mê Thuật (cũ)            | 1             | 1.100 m                            | Đã trở thành đường Trường Chinh | 12°41'15.7"N 108°03'17.6"E                       |
| 33  | Đắk Lắk           | Bản Đôn                      | 1             | 500 m                              | Bị bỏ hoang | 12°53'45.2"N 107°47'33.8"E                       |
| 34  | Đắk Lắk           | Ea H'leo (Buon Blech)        | 1             | 800 m                              | Đã trở thành đất canh tác cho người dân. | 13°11'15.1"N 108°14'02.6"E                       |
| 35  | Đắk Lắk           | Ea Súp (Tieu Atar)           | 1             | 500 m                              | Bị bỏ hoang | 13°12'56.3"N 107°46'44.5"E                       |
| 36  | Đắk Lắk           | M'Đrắk                       | 1             | 500 m                              | Đã thành một bãi đất trống. | 12°44'09.1"N 108°45'02.5"E                       |
| 37  | Đắk Nông          | Bu Krắk                      | 1             | 600 m                              | Đã trở thành đất canh tác cho người dân. | 12°15'40.4"N 107°17'13.5"E                       |
| 38  | Đắk Nông          | Bu Prăng (Bup'rang)          | 1             | 500 m                              | Bị bỏ hoang. Riêng phần bãi đỗ máy bay đã xây nên chợ Búk So. | 12°12'16.3"N 107°27'38.8"E                       |
| 39  | Đắk Nông          | Buôn Tsuke                   | 1             | 500 m                              | Đã không còn. | 12°18'03.2"N 107°57'59.9"E                       |
| 40  | Đắk Nông          | Đức Lập                      | 1             | 600 m                              | Đã trở thành khu dân cư. | 12°25'56.0"N 107°39'56.7"E                       |
| 41  | Đắk Nông          | Gia Nghĩa                    | 1             | 600 m                              | Đã trở thành khu dân cư. | 12°00'29.5"N 107°40'35.9"E                       |
| 42  | Đắk Nông          | Nhân Cơ                      | 1             | 1.000 m                            | Bị bỏ hoang | 11°58'44.0"N 107°33'59.9"E                       |
| 43  | Đồng Nai          | Long Bình (Sanford)          | 1             | 970 m                              | Đã thành khu công nghiệp. | 10.915°N 106.894°E                               |
| 44  | Đồng Nai          | Long Khánh                   | 1             | 1.000 m                            | Đã thành một bãi đất trống. | 10°55'22.1"N 107°15'13.4"E                       |
| 45  | Đồng Nai          | Nước Trong (Bắc Long Thành)  | 1             | Bê tông 1.500 m                    | Bị bỏ hoang | 10°50'09.7"N 106°57'36.7"E                       |
| 46  | Đồng Nai          | Xuân Lộc (Black Horse)       | 1             | Bê tông Nhựa đường 1.067 m         | Nguyên là căn cứ quân sự của Không quân Hoa Kỳ và Không lực Việt Nam Cộng hoà (1966-1975). Hiện nay đã trở thành khu nhà ở và vườn cây của người dân địa phương.                                                                                 | 10°55'22.1"N 107°15'13.4"E                       |
| 47  | Gia Lai           | An Khê (Radcliff)            | 1             | 1.350 m                            | Bị bỏ hoang | 13.993°N 108.648498°E                            |
| 48  | Gia Lai           | Catecka (The Stadium)        | 1             | 1.000 m                            | Đã trở thành đất canh tác cho người dân. | 13.865°N 107.962°E                               |
| 49  | Gia Lai           | Cheo Reo                     | 1             | 1.350 m                            | Bị bỏ hoang | 13°23'36.60"N 108°26'21.75"E                     |
| 50  | Gia Lai           | Đức Cơ (Chu Dron)            | 1             | 1.100 m                            | Bị bỏ hoang | 13°47'14.82"N 107°37'33.84"E                     |
| 51  | Gia Lai           | Enari (Hensel)               | 1             | 800 m                              | Đã trở thành đất canh tác cho người dân. | 13.877°N 108.02°E                                |
| 52  | Gia Lai           | Lê Minh (Plei Djereng)       | 1             | 1.300 m                            | Bị bỏ hoang | 13°58'13.87"N 107°38'30.16"E                     |
| 53  | Gia Lai           | Oasis (Tuttle)               | 1             | 1.000 m                            | Bị bỏ hoang | 13.805°N 107.872°E                               |
| 54  | Gia Lai           | Phu Tuc                      | 1             | 1.000 m                            | Bị bỏ hoang | 13°11'54.83"N 108°41'36.87"E                     |
| 55  | Gia Lai           | Pleiku Area                  | 1             | 1.700 m                            | Bị bỏ hoang | 13°58'51.27"N 108° 2'19.32"E                     |
| 56  | Gia Lai           | Plei Do Liem                 | 1             | 1.000 m                            | Bị bỏ hoang | 13°48'39.87"N 108° 7'4.36"E                      |
| 57  | Khánh Hòa         | Nha TrangDục Mỹ ( Ninh Hoà)  | 1 2           | Nhựa đường 1.951 m Nhựa đường 975m | Trở thành khu dân cư. Bỏ hoang | 12°13'41.1"N 109°11'28.1"E 12°32′18″N 109°0′30″E |
| 58  | Hà Nội            | Bạch Mai 1919                | 1             | 980 m                              | Hiện nay đã trở thành đường Lê Trọng Tấn. | 20°59'47.8"N 105°49'56.6"E                       |
| 59  | Sơn La            | Nà Sản                       | 1             | 2.409 m                            | Tạm ngưng khai thác từ 2011, hiện đang được quy hoạch nâng cấp. | 21°12'59.5"N 104°01'51.2"E                       |
| 60  | Trà Vinh          | Trà Vinh                     | 1             | 700 m                              | Hiện nay đã trở thành khu dân cư và trung tâm hành chính của tỉnh Trà Vinh | 9°55'12.1"N 106°19'28.2"E                        |
| 61  | Trà Vinh          | Long Toàn                    | 1             |                                    | Đang có dự án xây dựng lại quy mô hơn. | 9°39'03.1"N 106°29'52.9"E                        |
| 62  | Kon Tum           | Kon Tum                      | 1             | 2.500 m                            | Hiện nay đã trở thành hệ thống giao thông đô thị mang tên đại lộ Ba Đình. | 14°21'22.0"N 108°00'58.2"E                       |
| 63  | Quảng Nam         | Tam Kỳ                       | 1             | 1.300                              | Nguyên là sân bay quân sự của VNCH. Hiện nay bị bỏ hoang. | 15°32'04.5"N 108°29'10.0"E                       |
| 64  | Quảng Nam         | An Hòa                       | 1             | 1.000 m                            | Nguyên là sân bay quân sự của VNCH. Hiện nay bị bỏ hoang. | 15°47'20.8"N 108°04'34.8"E                       |
| 65  | Tây Ninh          | Tây Ninh                     | 1             | 1.200 m                            | Hiện nay đã trở thành một phần của sư đoàn 5, Tây Ninh | 11°19'29.4"N 106°03'59.7"E                       |
| 66  | Quảng Ngãi        | Phi trường Quảng Ngãi        | 3             | 1.600 mét                          | Nguyên là sân bay quân sự của VNCH. Hiện nay bị bỏ hoang. | 15°06'57.4"N 108°46'07.8"E                       |
| 67  | Vĩnh Long         | Vĩnh Long                    | 1             |                                    | Hiện nay đã trở thành hệ thống giao thông đô thị mang tên đường Võ Văn Kiệt. | 10°15'09.9"N 105°56'46.7"E                       |
| 68  | Long An           | Cần Đốt                      | 1             |                                    | Hiện nay đã trở thành một đoạn của quốc lộ 62 ngang qua Tp Tân An. | 10°32'39.9"N 106°23'28.4"E                       |
| 69  | Long An           | Mộc Hóa                      | 1             | 1.800 m                            | Nguyên là căn cứ quân sự của VNCH, được xây dựng từ năm 1965. Hiện nay trở thành đường giao thông đô thị nằm ở Trung tâm Thị xã Kiến Tường mang tên đường Lý Thường Kiệt.                                                                        | 10°46'21.9"N 105°56'12.5"E                       |
| 70  | Thừa Thiên Huế    | Tây Lộc                      | 1             |                                    | Được xây dựng trong nội thành Huế, là sân bay quân sự của VNCH. Hiện nay trở thành đường phố đô thị của Tp Huế. | 16°28'34.7"N 107°34'07.6"E                       |
| 71  | Kiên Giang        | Dương Đông                   | 1             | 2.100 m                            | Được xây dựng từ thời Pháp thuộc. Trước 1975 là căn cứ quân sự của VNCH. Hiện nay đã trở thành Đại lộ Võ Văn Kiệt của thành phố Phú Quốc. | 10°13'30.1"N 103°57'45.4"E                       |
| 72  | Bạc Liêu          | Bạc Liêu                     |               |                                    | Không tồn tại, sau 1975 bị chiếm đất và thành khu dân cư |                                                  |
| 73  | Lâm Đồng          | Cam Ly                       | 1             | 1.390 m                            | Vì ở vị trí hiểm trở không phù hợp cho tuyến bay Sài Gòn-Đà Lạt, các chuyến bay đã bị chuyển sang sân bay Liên Khương và hiện nay sân bay bị bỏ hoang.                                                                                           | 11°57'00.9"N 108°24'39.5"E                       |
| 74  | Lâm Đồng          | Bảo Lộc                      | 1             | 800 m                              | Trở thành khu dân cư | 11°33'47.3"N 107°48'34.8"E                       |
| 75  | Lâm Đồng          | Lộc Phát                     | 1             | 1.300 m                            | Sân bay cũ VNCH, Đã bỏ hoang | 11°34'25.8"N 107°50'05.2"E                       |
| 76  | Nghệ An           | Anh Sơn                      | 1             | Bê tông 2500 m                     | Đã trở thành đất canh tác cho người dân. | 18°58'51.0"N 105°02'29.8"E                       |
| 77  | Thái Nguyên       | Đồng Bẩm                     | 1             | 900 m                              | Sân bay phục vụ quân sự của Việt Nam Dân chủ Cộng hòa từ những năm 60 của thế kỷ 20. Hiện đang bị bỏ hoang. |                                                  |
| 78  | Tuyên Quang       | Lũng Cò                      | 1             | 400 m                              | Sân bay quốc tế đầu tiên của Việt Nam Dân chủ Cộng hòa hoạt động từ tháng 6 đến tháng 8 năm 1945. Sau khi dừng hoạt động, sân bay trở thành đất canh tác. Hiện đã được xây dựng lại như một phần của Khu di tích lịch sử Nha Công an Trung ương. | 21°46'46.4"N 105°24'16.2"E                       |
| 79  | Hà Tĩnh           | Libi                         |               |                                    | Sau trận đánh ngày 7/1/1973, sân bay dã chiến Libi bị thiệt hại và dần lãng quên. Năm 1976, tỉnh Hà Tĩnh đã thi công hồ Kẻ Gỗ và hiện nay nơi đây đã chìm dưới lòng hồ Kẻ Gỗ, nhưng vẫn có thể thấy một phần khi nước rút.                       | 18°07'33.8"N 105°57'37.7"E                       |
| 80  | Quảng Bình        | Khe Gát                      | 1             | Đất đỏ, 800m                       | Hiện đã được nâng cấp bê tông và trở thành đường giao thông. Đây là một trong số những địa điểm đẹp và khó quên trong lòng di sản thiên nhiên thế giới Phong Nha - Kẻ Bàng.                                                                      | 17°39′35″N, 106°13′4″E                           |